# Peugeot 9X8
Chronologie des modèles
Peugeot 908 (2011) Aucun
La Peugeot 9X8 est un prototype conçu par Peugeot Sport dans le but de concourir dans le championnat du monde d'endurance FIA, en particulier aux 24 Heures du Mans, dans la nouvelle catégorie reine Hypercar.
Ses débuts en compétition étaient annoncés initialement pour l'édition des 24 Heures du Mans 2022 mais ont été reportés aux 6 Heures de Monza le 10 juillet 2022, principalement à cause des contraintes de développement.
À l'issue de la saison 2024, le meilleur résultat de la Peugeot 9X8 est une 3ème place, obtenue à 2 reprises en 18 courses.

## Genèse et développement
Le 13 novembre 2019, Peugeot annonce son retour aux 24 Heures du Mans pour 2022 dans la nouvelle catégorie Hypercar. Succédant aux Peugeot 905 et 908, la Peugeot 9X8 a été conçue dans le but de tirer pleinement parti des libertés permises par la nouvelle réglementation de la catégorie Hypercar. Le premier domaine profitant de la nouvelle réglementation est l'aérodynamique. En effet, la réglementation autorise le véhicule à n'avoir qu'un seul élément aérodynamique ajustable sans préciser ce qu'il doit être, permettant ainsi à Peugeot de se passer de l'aileron arrière,. Le diffuseur permettra de compenser l'action d'un aileron.
Concernant la motorisation, la 9X8 est équipée d'un V6 de 2,6 L bi-turbo développant 680 ch (500 kW) accouplé à un moteur électrique développant 272 ch (200 kW), le tout assemblé à une boîte de vitesses séquentielle à 7 rapports.
Peugeot explique le nom « 9X8 » en donnant plusieurs raisons : le 9 caractérise les véhicules de compétition extrêmes de la marque (telles que les 905 et les 908), le X les technologies de transmission intégrale et de motorisation électrique, et le 8 correspond aux modèles contemporains de la marque. De plus, si on multiplie 9 par 8, on obtient 72, soit le numéro du département de la Sarthe.
En raison des problèmes de calendrier liés à la pandémie de Covid-19 et de la quantité importante de travail, l'équipe sportive reporte son arrivée dans le championnat du monde d'endurance FIA en tant que concurrent permanent à 2023.

## Compétition

### 2022
6 Heures de Monza

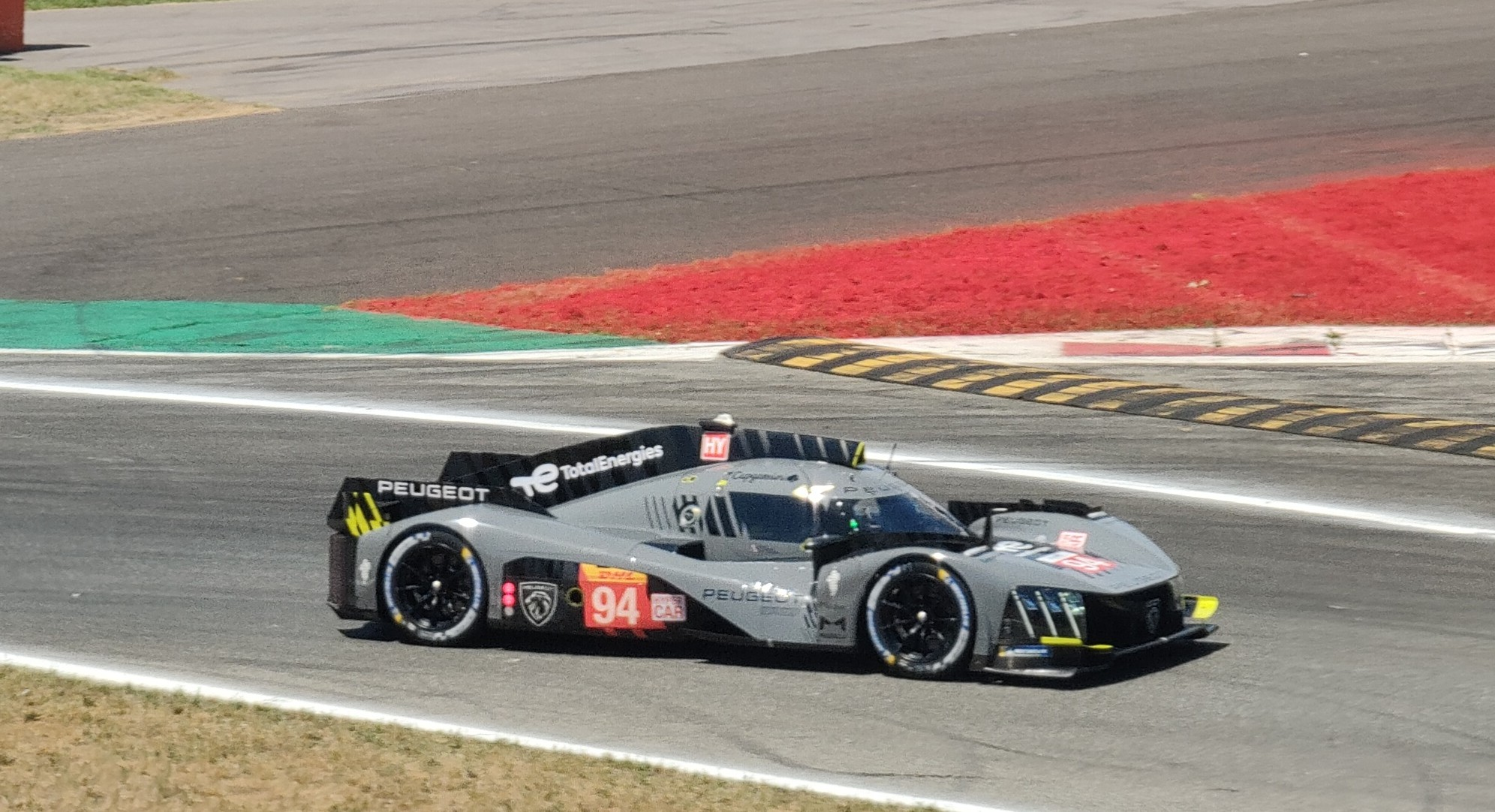
Peugeot 9X8 lors des 6 heures de Monza 2022.

Les qualifications inaugurales de la Peugeot 9x8 ne se déroulent pas comme l'écurie pouvait l'espérer au regard de la performance des voitures durant les essais libres, sur le circuit de Monza. La voiture n°93 est immobilisée en raison d'un problème technique, provoquant un drapeau rouge en fin de séance. La séance ne reprend pas et l'autre Peugeot, la n°94, ne peut pas réaliser de temps proche de la référence. La n°94 se classe donc 5e sur la grille de départ. La course est difficile pour Peugeot après des problèmes techniques. Partie en 36e position, la voiture n°93 remonte jusqu'à la 13e place, mais rencontre des soucis de suralimentation. Le pilote doit rentrer aux stands pendant 50 min et reprend la piste en dernière position. Cependant, la reprise est de courte durée, car Jean-Éric Vergne s'arrête à nouveau et abandonne la course. Peugeot peut compter sur les données collectées par l'équipage de la voiture numéro 94, qui termine la course malgré quelques arrêts prolongés aux stands en seconde moitié de course. La n°94 se classe 33e, avec un retard de 25 tours sur le vainqueur.
6 Heures de Fuji
Si lors des qualifications sur le circuit Fuji Speedway les deux Peugeot sont capables de se placer à moins d'une seconde de la Toyota de tête, elles sont néanmoins en 4e et 5e place sur grille de départ, derrière toutes les autres voitures engagées dans la catégorie hypercar. Lors de la course, après environ 2h, la Peugeot n° 94 s'arrête au stand en raison d'une fuite dans le circuit moteur, qui prend 20 minutes à être réparée. Par la suite, la n°94 doit s'acquitter d'un stop and go de pénalité, car la voiture a dépassé la limite prévue par le règlement en termes de puissance motrice. La n°93 rencontre un problème similaire de fuite d'huile, mais son arrêt au stand est plus court et elle est en mesure de rattraper une partie de son retard. La n°93 passe le reste de la course à remonter les véhicules des catégories inférieures ce qui lui permet d'arriver en 4e place au classement général. La voiture n°94 est elle aussi en mesure de terminer la course,,.
8 Heures de Bahreïn

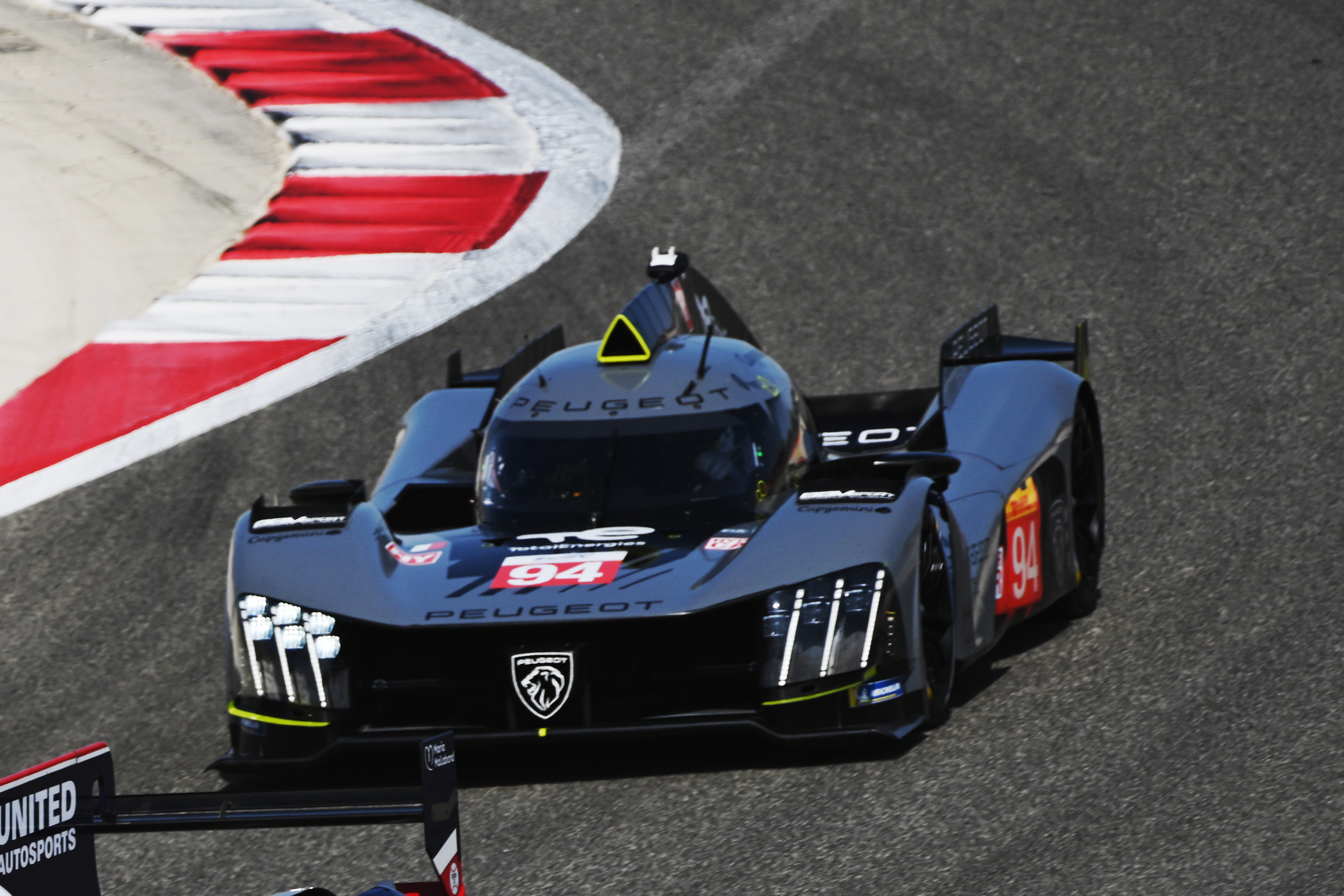
La 9X8 aux 8 Heures de Bahreïn 2022.

Lors des qualifications sur le Circuit international de Sakhir, les Peugeot se montrent plus à leur aise que lors des deux courses précédentes. La Peugeot n°93 réalise le 2e meilleur temps, alors que la n°94 réalise un meilleur temps que l'Alpine, et s'élance donc sur la 4e place de la grille de départ,. Lors de la course, les deux premières heures sont l'occasion pour la voiture n°93 de montrer qu'elle est capable de rivaliser avec ses homologues de la catégorie hypercar. Ainsi, Paul Di Resta n'est qu'à cinq secondes de la Toyota de tête lors des premiers arrêts aux stands. Néanmoins, pour l'équipe, largement touchée par des problèmes de fiabilité sur les deux voitures lors des deux courses précédentes, l'histoire va se répéter. À la fin de 2e heure, la n°93 est gênée par une boite de vitesses défaillante qui l'oblige à rentrer aux stands. La voiture n°94 est encore moins bien lotie car elle doit effectuer un reset alors qu'elle est en piste, et doit finalement abandonner à la 6e heure de course en raison de problèmes de transmission,,.

### 2023

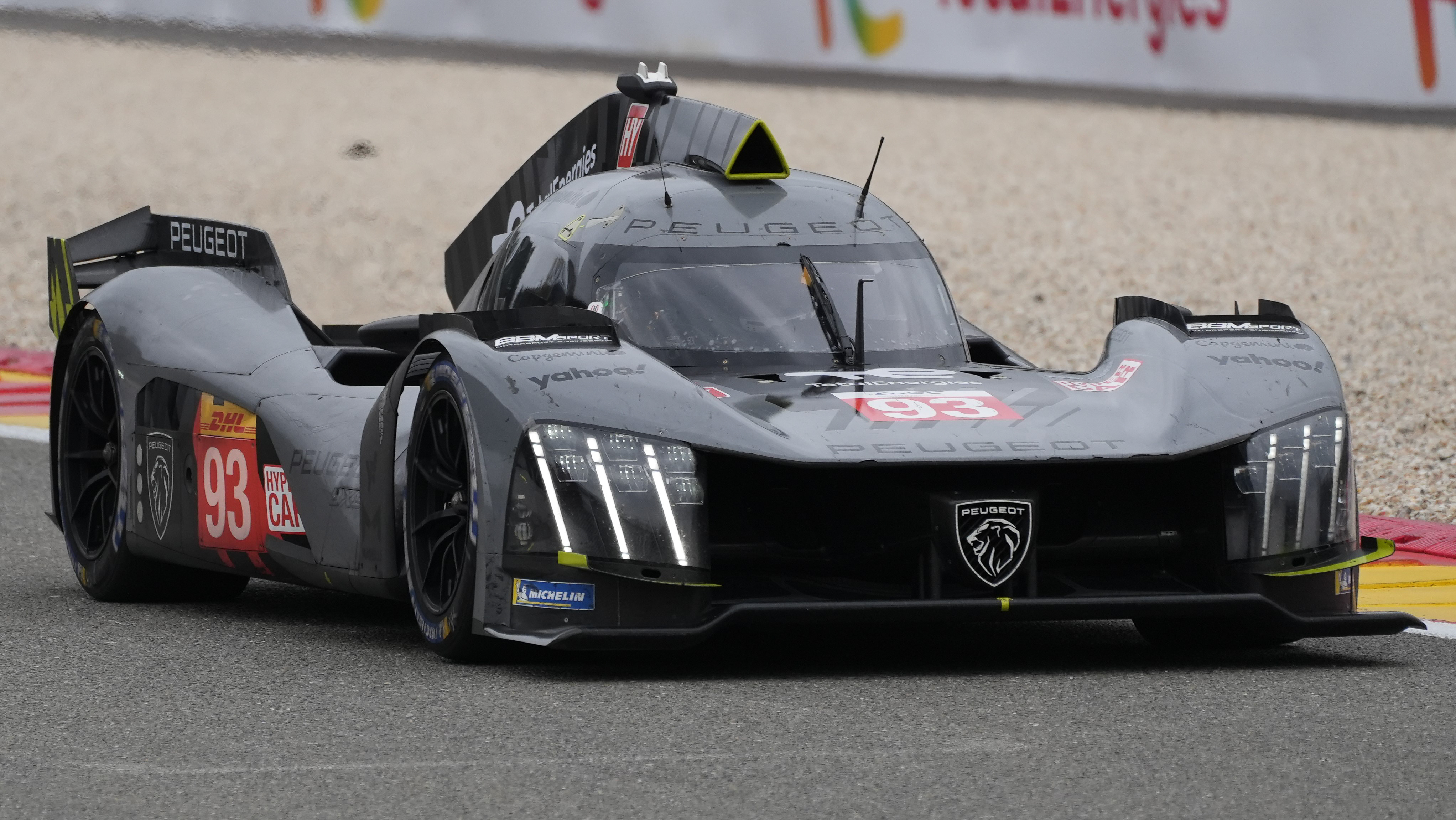
La 9X8 de l'équipage Mikkel Jensen/Paul di Resta/Jean-Éric Vergne lors des 6 Heures de Spa-Francorchamps 2023.

- 1 000 Miles de Sebring 2023 :  8 et 9e aux qualifications, la no 94 est non-classée et la no 93 finit 31e ;
- 6 Heures de Portimão 2023 : 6 et 9e aux qualifications, la no 93 est 7e, la no 94 finit 5e ;
- 6 Heures de Spa-Francorchamps 2023 : 9 et 11e aux qualifications, la no 93 est 8e, la no 94 finit 9e ;
- 6 Heures de Monza 2023 : la no 93 est 3e et la no 94 finit à la 19e place

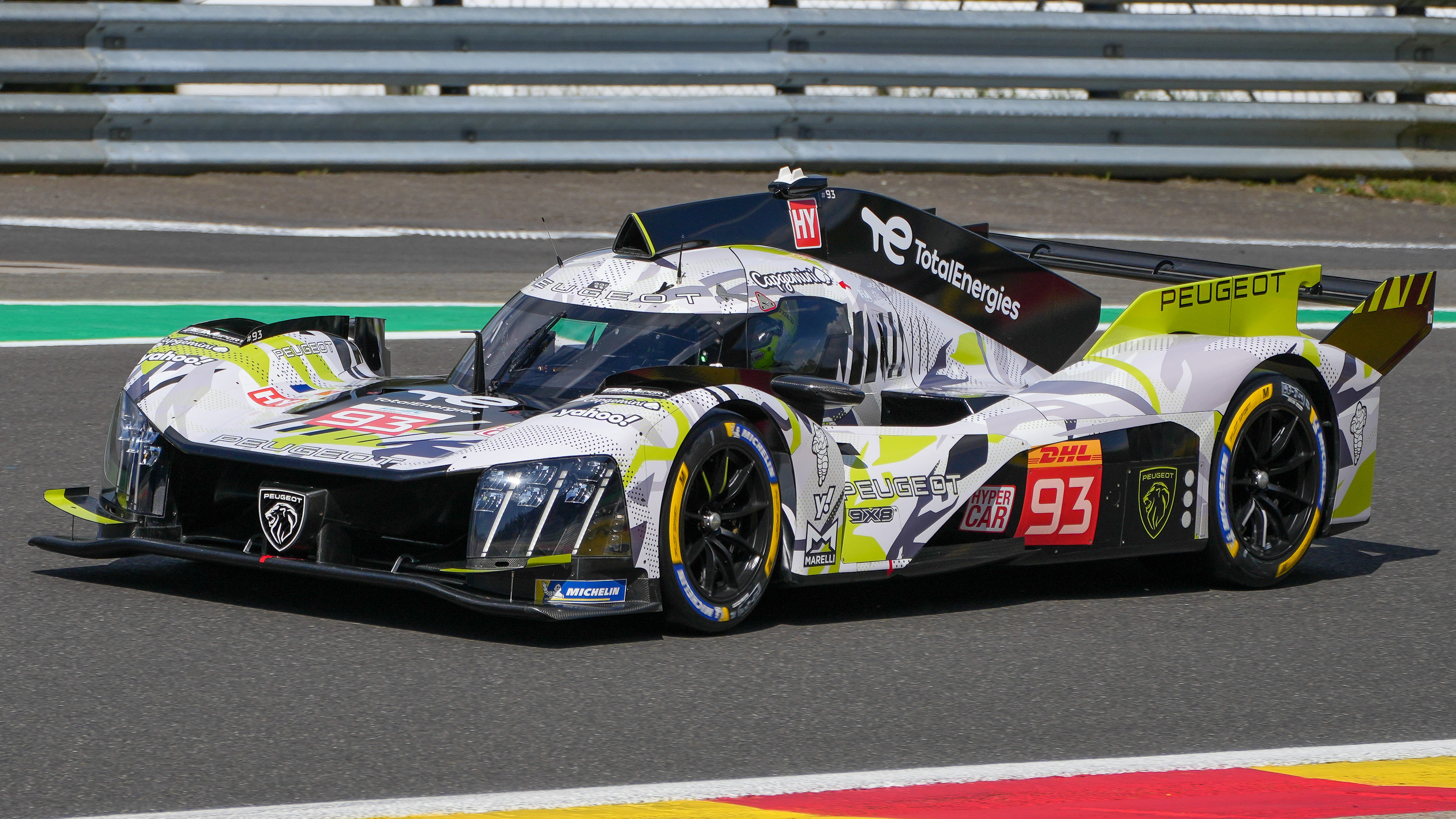
La Peugeot 9X8 version 2024 lors des 6 Heures de Spa-Francorchamps 2024.

### 2024
- 1 812 kilomètres du Qatar 2024
- 6 Heures d'Imola 2024
- 6 Heures de Spa-Francorchamps 2024

Pour l'édition 2024 des 24 Heures du Mans, Peugeot annonce que le modèle 9X8 présentera des évolutions par rapport aux modèle précédents.

## Palmarès

### Résultats en championnat du monde d'endurance FIA

#### 2022
| Pos. | Écurie                | no | Pilotes          | SEB | SPA | LMS | MON  | FUJ | BHR  | Points |
| ---- | --------------------- | -- | ---------------- | --- | --- | --- | ---- | --- | ---- | ------ |
| 4e   | Peugeot TotalEnergies | 93 | Paul di Resta    | -   | -   | -   | Abd. | 4e  | Abd. | 42     |
| 4e   | Peugeot TotalEnergies | 93 | Mikkel Jensen    | -   | -   | -   | Abd. | 4e  | Abd. | 42     |
| 4e   | Peugeot TotalEnergies | 93 | Jean-Éric Vergne | -   | -   | -   | Abd. | 4e  | Abd. | 42     |
| 4e   | Peugeot TotalEnergies | 94 | Loïc Duval       | -   | -   | -   | 4e   | 5e  | 4e   | 42     |
| 4e   | Peugeot TotalEnergies | 94 | Gustavo Menezes  | -   | -   | -   | 4e   | 5e  | 4e   | 42     |
| 4e   | Peugeot TotalEnergies | 94 | Nico Müller      | -   | -   | -   | -    | -   | 4e   | 42     |
| 4e   | Peugeot TotalEnergies | 94 | James Rossiter   | -   | -   | -   | 4e   | 5e  | -    | 42     |

#### 2023
| Pos. | Écurie                | no | Pilotes           | SEB | POR | SPA | LMS | MON | FUJ | BHR | Points |
| ---- | --------------------- | -- | ----------------- | --- | --- | --- | --- | --- | --- | --- | ------ |
| 5e   | Peugeot TotalEnergies | 93 | Paul di Resta     | 9e  | 7e  | 8e  | 6e  | 3e  | 8e  | 9e  | 67     |
| 5e   | Peugeot TotalEnergies | 93 | Mikkel Jensen     | 9e  | 7e  | 8e  | 6e  | 3e  | 8e  | 9e  | 67     |
| 5e   | Peugeot TotalEnergies | 93 | Jean-Éric Vergne  | 9e  | 7e  | 8e  | 6e  | 3e  | 8e  | 9e  | 67     |
| 5e   | Peugeot TotalEnergies | 94 | Loïc Duval        | Nc  | 5e  | 9e  | 9e  | 11e | 7e  | 8e  | 67     |
| 5e   | Peugeot TotalEnergies | 94 | Gustavo Menezes   | Nc  | 5e  | 9e  | 9e  | 11e | 7e  | 8e  | 67     |
| 5e   | Peugeot TotalEnergies | 94 | Nico Müller       | Nc  | 5e  | 9e  | 9e  | 11e | -   | 8e  | 67     |
| 5e   | Peugeot TotalEnergies | 94 | Stoffel Vandoorne | -   | -   | -   | -   | -   | 7e  | -   | 67     |

#### 2024
| Pos. | Écurie                | no | Pilotes           | QAT  | IMO | SPA | LMS | SĀO | COA  | FUJ | BHR  | Points |
| ---- | --------------------- | -- | ----------------- | ---- | --- | --- | --- | --- | ---- | --- | ---- | ------ |
| 5e   | Peugeot TotalEnergies | 93 | Mikkel Jensen     | Dsq. | 9e  | 10e | 12e | 8e  | 12e  | 4e  | 3e   | 57     |
| 5e   | Peugeot TotalEnergies | 93 | Nico Müller       | Dsq. | 9e  | 10e | 12e | 8e  | 12e  | 4e  | 3e   | 57     |
| 5e   | Peugeot TotalEnergies | 93 | Jean-Éric Vergne  | Dsq. | 9e  | -   | 12e | 8e  | 12e  | 4e  | 3e   | 57     |
| 5e   | Peugeot TotalEnergies | 94 | Paul di Resta     | 15e  | 15e | 14e | 11e | 16e | Abd. | 8e  | Abd. | 57     |
| 5e   | Peugeot TotalEnergies | 94 | Loïc Duval        | 15e  | 15e | 14e | 11e | 16e | Abd. | 8e  | Abd. | 57     |
| 5e   | Peugeot TotalEnergies | 94 | Stoffel Vandoorne | 15e  | 15e | -   | 11e | 16e | Abd. | 8e  | Abd. | 57     |

#### 2025
| Pos.             | Écurie                | no                | Pilotes       | QAT | IMO  | SPA | LMS | SĀO | COA | FUJ | BHR | Points |
| ---------------- | --------------------- | ----------------- | ------------- | --- | ---- | --- | --- | --- | --- | --- | --- | ------ |
|                  | Peugeot TotalEnergies | 93                | Mikkel Jensen | 9e  | 9e   | 11e | 17e |     |     |     |     |        |
| Paul di Resta    | Peugeot TotalEnergies | 93                | 9e            | 9e  | 11e  | 17e |     |     |     |     |     |        |
| Jean-Éric Vergne | Peugeot TotalEnergies | 93                | 9e            | 9e  | 11e  | 17e |     |     |     |     |     |        |
| 94               | Peugeot TotalEnergies | Loïc Duval        | 12e           | 12e | Abd. | 12e |     |     |     |     |     |        |
| 94               | Peugeot TotalEnergies | Malthe Jakobsen   | 12e           | 12e | Abd. | 12e |     |     |     |     |     |        |
| 94               | Peugeot TotalEnergies | Stoffel Vandoorne | 12e           | 12e | Abd. | 12e |     |     |     |     |     |        |

## Pilotes
Huit pilotes ont rejoint la marque, les tests ayant commencé en fin d'année 2021 :
- Paul di Resta, ex-pilote de Formule 1 et champion de DTM 2010
- Loïc Duval, vainqueur des 24 Heures du Mans et champion d'endurance 2013
- Mikkel Jensen, champion ELMS LMP3 2019
- Kevin Magnussen, pilote de Formule 1, pilote d'endurance en IMSA (a quitté le programme à la suite de son retour chez Haas F1 Team en 2022)
- Gustavo Menezes, champion du monde en LMP2 (quitte l'équipe à l'issue de la saison 2023)
- James Rossiter, ex-pilote de Formule 1, ALMS et Super GT (a participé uniquement aux épreuves de Monza et Fuji 2022)
- Jean-Éric Vergne, ex-pilote de Formule 1, double champion de Formule E[4]
- Nico Müller, ex-pilote de Formule E et LMP2 pour Vector Sport
- Stoffel Vandoorne, ex-pilote de Formule 1 et champion du monde 2021-2022 de Formule E (remplace Nico Müller pour les 6 Heures de Fuji 2023 puis prend la place de Gustavo Menezes en 2024)